# Bengala
Il Bengala (in bengali বঙ্গ, Bôngo, o বাংলা, Bangla, o বঙ্গদেশ, Bôngodesh, o বাংলাদেশ, Bangladesh) è una regione nord-orientale del subcontinente indiano. 
La maggior parte è divisa tra il Bangladesh (“Bengala Orientale”) e lo Stato federato indiano del Bengala Occidentale, mentre alcuni territori appartenenti allo scomparso Regno del Bengala (durante il periodo della monarchia locale e del dominio britannico) sono divenuti territorio di alcuni altri Stati dell'India nordorientale, come Bihar, Jharkhand, Tripura e Orissa. 
La gran parte del territorio del Bengala è abitata dai bengalesi. La regione del Bengala è una tra le più densamente popolate della terra, con un tasso superiore a 900 ab./km².  Anche se la maggior parte della popolazione è di estrazione rurale e agraria, nella regione si trovano le metropoli di Calcutta, Dacca e Chittagong. 
La maggior parte della regione giace nel delta del Gange-Brahmaputra, il più grande delta del mondo. Nella parte meridionale del delta si trovano le Sundarbans, la più grande foresta di mangrovie del mondo nonché habitat della tigre del Bengala.
La regione del Bengala è conosciuta per il suo contributo al progresso socioculturale della società indiana, il Rinascimento bengalese, e per le attività rivoluzionarie del suo popolo durante il movimento d'indipendenza indiano. Il Bengala era un tempo riconosciuto come uno dei centri preminenti del pensiero mondiale: "Quello che il Bengala pensa oggi, l'India lo pensa domani e il resto del mondo il giorno dopo", disse Gopal Krishna Gokhale, storico leader del movimento per l'indipendenza dell'India.

## Etimologia ed etnologia
L'origine esatta della parola Bangla o Bengala è sconosciuta, ma si crede derivi dal nome della tribù di lingua dravidica Bang, che si insediò nell'area circostante intorno al 1000 a.C. Secondo altri invece il nome deriva da Vanga (bôngo), che proviene a sua volta dalla parola di lingua austrasiatica Bonga, che vuol dire Dio-Sole. La parola Vanga e altre parole ritenute all'origine della parola Bengala (così come Anga) possono essere trovate in antichi testi indiani, come i testi Veda, Jaina, il Mahābhārata e i Purāṇa.
Il più recente riferimento alla parola Vangala (bôngal) è stato rintracciato in alcuni ritrovamenti Nesari (805 d.C.) di Govinda III della dinastia Rashtrakuta, che parlano di Dharmapala come il re di Vangala. I proto-australoidi sono tra i più recenti abitanti del Bengala.
Le popolazioni dravidiche migrarono nel Bengala da sud, mentre le popolazioni tibeto-birmane migrarono dall'Himalaya, seguite dagli Indoari provenienti dall'India nord-occidentale. L'attuale popolazione bengalese è una fusione di questi popoli. Anche Patani, Persiani, Arabi e Turchi sono penetrati in questa regione nel Basso Medioevo, diffondendovi l'Islam.

## Storia

### Antichità

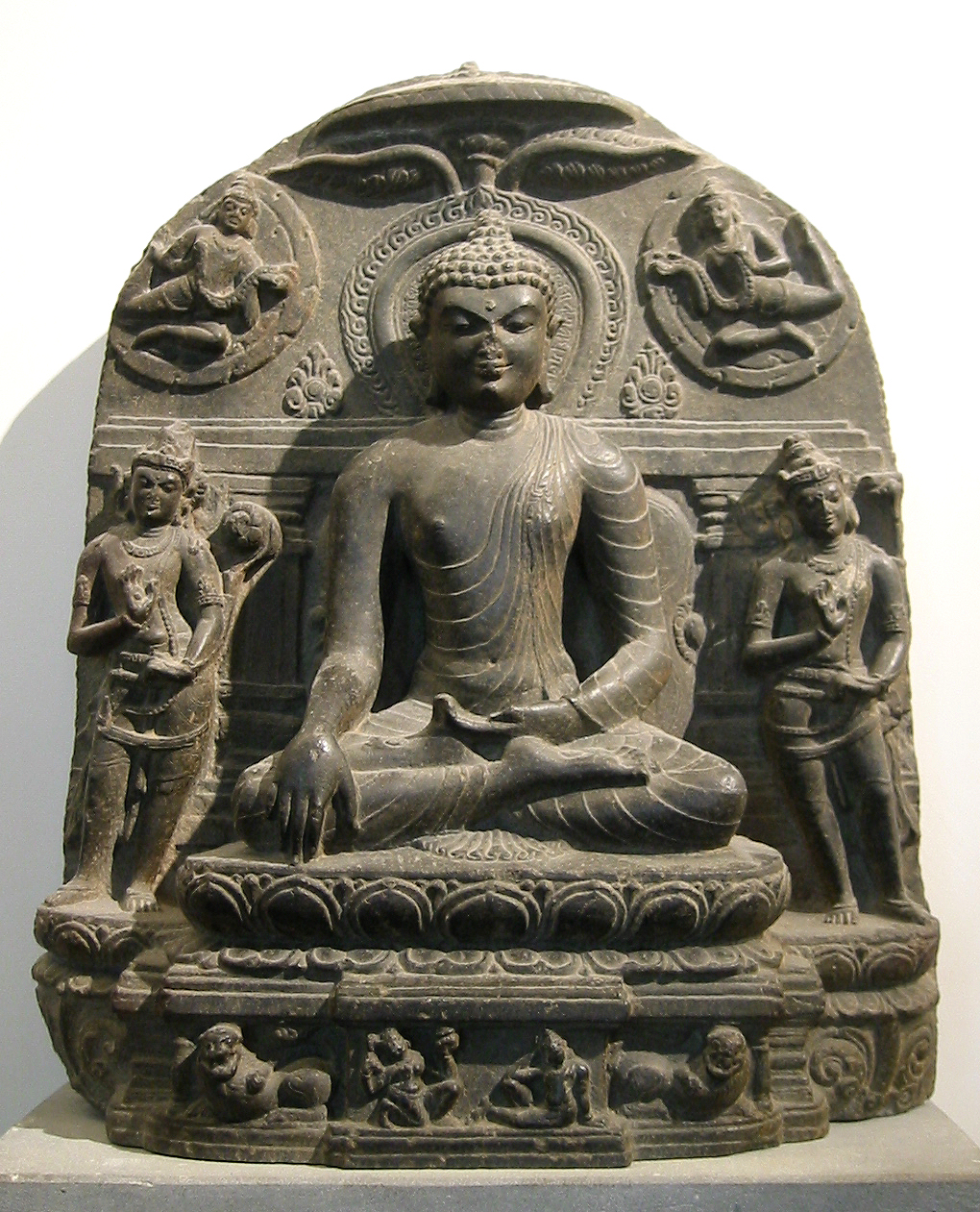
Buddha e i Bodhisattva, XI secolo a.C., Impero Pala.

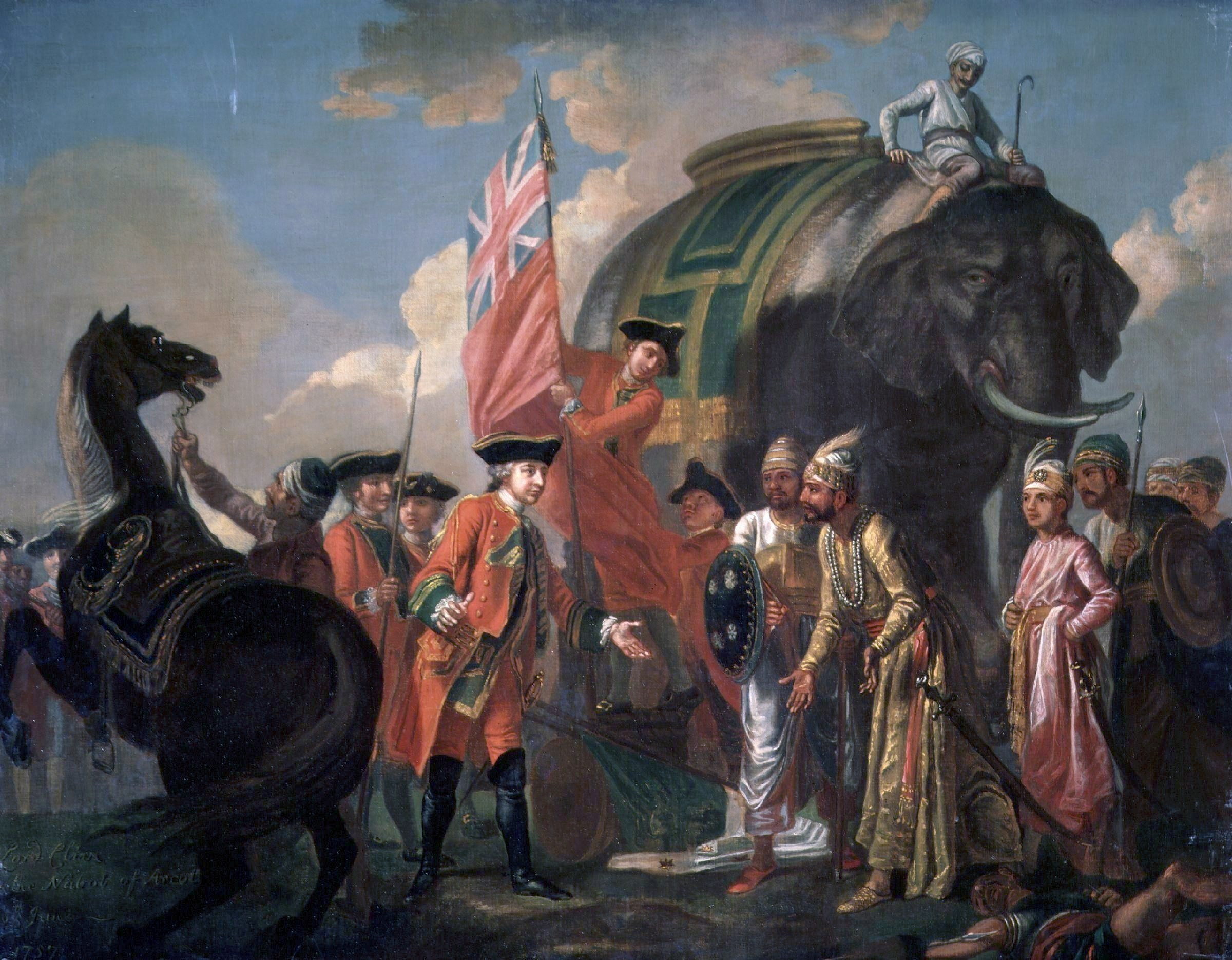
Robert Clive, della Compagnia Inglese delle Indie Orientali, dopo la vittoria della battaglia di Plassey nel 1757.

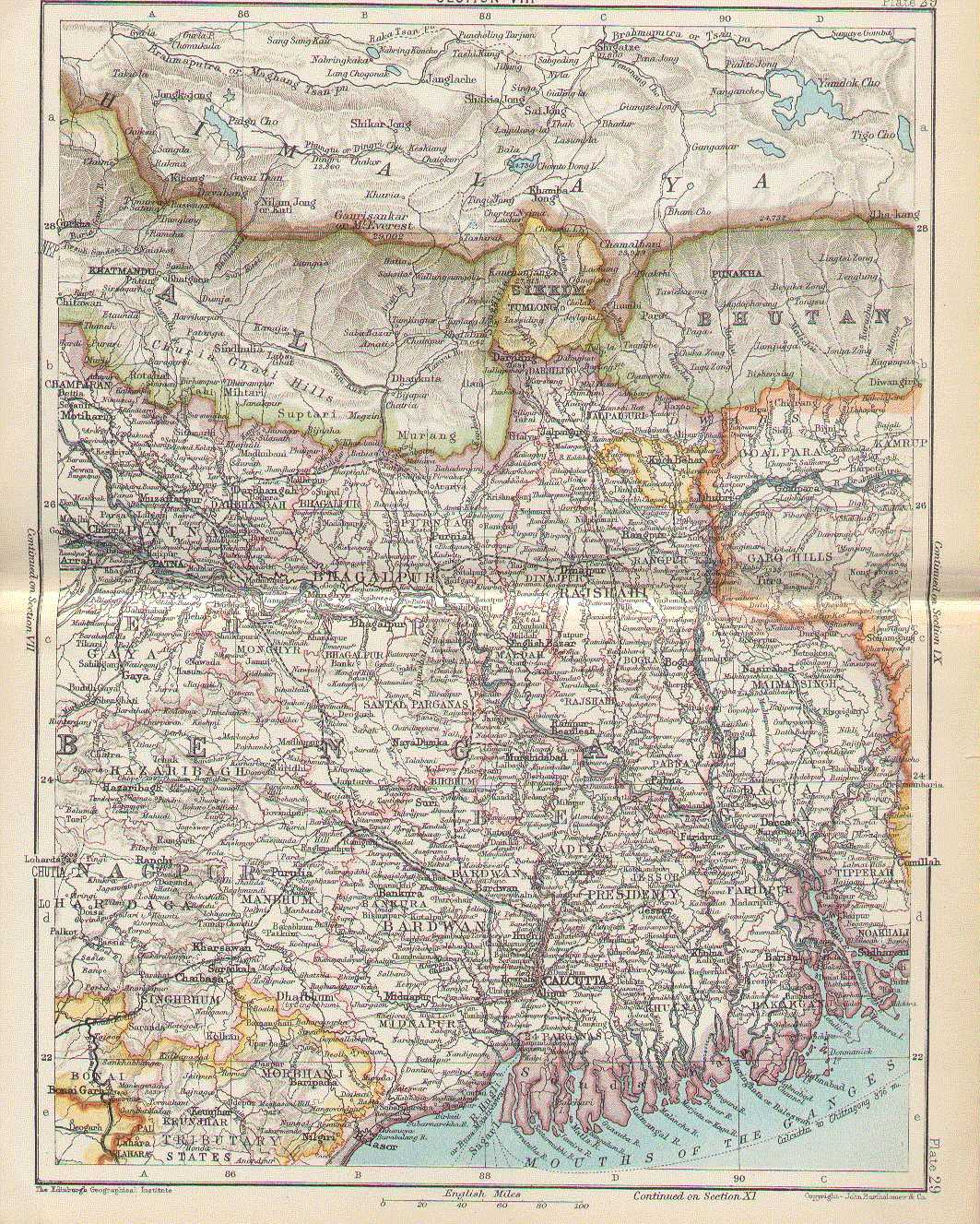
Mappa della provincia del Bengala del 1893.

Alcuni resti di insediamenti dell'età del rame nella regione del Bengala risalgono all'incirca a 4 000 anni fa, quando nella regione si stabilirono alcune popolazioni dravidiane, di lingua tibeto-birmana e austro-asiatica. Dopo l'arrivo degli indo-ariani, si formarono, nelle regioni di Bihar e Bengal, i regni di Anga, Vanga e Magadha, intorno al X secolo a.C.

### Nascono potenti regni
A partire dal VI secolo a.C., gran parte del Bengala apparteneva al potente Regno Magadha, un regno di origini indo-ariane, menzionato sia nel Ramayana che nel Mahabharata. Esso fu anche uno dei quattro regni dell'India ai tempi dell'avvento di Buddha, essendo sorto durante il Regno di Bimbisāra (c. 544 a.C.-491 a.C.) e di suo figlio Ajatashatru (c. 491 a.C.-460 a.C.).
Magadha formava uno dei sedici Mahajanapada (in sanscrito, "grandi nazioni"). L'Impero Magadha comprendeva comunità repubblicane quali Rajakumara. I villaggi avevano le loro assemblee comandate dai loro capi locali chiamati Gramaka. Le loro amministrazioni erano suddivise in esecutiva, giudiziaria e militare. Una delle primissime testimonianze storiche al Bengala come realtà territoriale autonoma è presente negli scritti della civiltà greca che la chiamavano Gangaridai già nel 100 a.C. Si suppone che questa parola sia originata dal termine Gangahrd (Terra che contiene il fiume Gange) e quindi probabilmente si riferiva all'area bengalese. Dal III secolo d.C. al VI secolo d.C., il Regno di Magadha fu assoggettato all'Impero Gupta.
Il primo re indipendente del Bengala di cui si ha testimonianza fu Shashanka, che dominò intorno al VI secolo a.C.. Dopo un periodo di anarchia, la dinastia nativa e buddista dei Pala regnò nella regione per quattrocento anni e si espanse attraverso il subcontinente indiano settentrionale nell'Afghanistan durante i regni di Dharmapala e Devapala.
L'Impero Pala fu seguito da un breve regno della dinastia Sena, di religione Hindu. L'Islam fu introdotto nel Bengala nel XII secolo da missionari Sufi. La successiva conquista musulmana aiutò la diffusione dell'Islam in tutta la regione.

### L'arrivo dei musulmani e degli europei
Bakhtiyar Khalji, un generale turco della dinastia dei Mamelucchi del sultanato di Delhi, sconfisse Lakshman Sen della dinastia Sena e conquistò larghe parti del Bengala. Di conseguenza, dinastie di sultani e signori feudali sotto il Sultanato di Delhi per alcuni secoli successivi regnarono sulla regione. Nel XVI secolo, il generale Islam Khan, della dinastia Mughal, conquistò la regione. In ogni caso, l'amministrazione di governanti stabiliti dalla corte dell'Impero Mughal diede origine a una semi-indipendenza dell'area sotto il controllo dei Nawwāb (un titolo principesco di governo) della città di Murshidabad, che rispettavano la sovranità dei Mughal a Delhi. Il più famoso tra loro fu Murshid Quli Khan, che succedette a Alivardi Khan. 
Durante il regno di Aurangzeb, l'attuale Bangladesh aveva un'economia più forte di tutto il continente europeo, valendo 12% del PIL mondiale.
I commercianti europei arrivarono verso la fine del XV secolo. La loro influenza crebbe fino al punto in cui la Compagnia britannica delle Indie Orientali (British East India Company) ottenne i diritti di tassare le province della regione (subah), dopo la sconfitta da parte dei britannici di Siraj al-Dawla, l'ultimo Nawwāb indipendente, nella battaglia di Plassey, nel 1757. Fu poi costituita nel 1765 la Bengal Presidency (conosciuta anche come Presidency of Fort William), che includeva tutti i territori britannici a nord delle Province Centrali (adesso Madhya Pradesh), dalle foci del Gange e del Brahmaputra all'Himalaya e al Punjab.
Nel 1770 una carestia colpì la regione e fece milioni di vittime e due anni dopo, nel 1772, Calcutta fu nominata capitale del Raj Britannico. Il Rinascimento Bengalese e il movimento socioculturale e riformiste Brahmo Samaj ebbero grande impatto sulla vita economica e culturale del Bengala. La fallita rivolta indiana del 1857 iniziata nei pressi di Calcutta portò al passaggio dell'autorità alla monarchia britannica, nella persona del Viceré dell'India.

### Il XX secolo
Tra il 1905 e il 1911, fallì un tentativo di dividere la provincia del Bengala in due zone. Il Bengala in quello stesso periodo giocò un ruolo rilevante nel movimento per l'indipendenza dell'India, all'interno del quale i gruppi rivoluzionari erano la maggioranza. I tentativi armati per rovesciare il Raj Britannico giunsero al culmine quando Subhash Chandra Bose guidò l'Esercito indiano contro i britannici. La regione fu anche di importanza centrale per la crescente consapevolezza politica della popolazione musulmana: nel 1906 fu creata a Dacca la Lega Musulmana (Muslim League). 
Malgrado il tentativo disperato di formare un Bengala Unito, quando l'India guadagnò l'indipendenza nel 1947, il Bengala fu diviso seguendo criteri di tipo religioso: la parte occidentale andò all'India (e fu chiamato Bengala Occidentale) mentre la parte orientale si unì al Pakistan come una provincia, sotto il nome di Bengala Orientale (poi rinominato Pakistan Orientale, dando vita al Bangladesh nel 1971). Le circostanze della divisione furono molto sanguinose, con numerosissime rivolte.
La storia politica del Bengala Orientale e di quello Occidentale, dopo la partizione, seguì uno sviluppo diverso nei due territori. Nel Bengala Orientale, iniziando dal movimento per la lingua bengalese del 1952, il dissenso politico contro la dominazione del Pakistan Occidentale (o soltanto Pakistan) crebbe costantemente. Intorno al 1960 emerse la Lega Awami, guidata da Sheikh Mujibur Rahman; era la voce politica della popolazione di lingua bengalese del Pakistan Orientale. Nel 1971 la crisi si accentuò quando Rahman fu arrestato e un assalto militare fu lanciato dal Pakistan (o Pakistan Occidentale) contro il Pakistan Orientale. La maggior parte dei leader della Awami League fuggirono e crearono un governo in esilio nel Bengala Occidentale. La forza guerrigliera Mukti Bahini e l'esercito regolare del Bengala ricevettero infine supporto dalle Forze Armate Indiane nel dicembre del 1971, ottenendo una vittoria decisiva contro il Pakistan il 16 dello stesso mese nella Guerra di Liberazione del Bangladesh o Guerra indo-pakistana. La storia del Bengala dopo la sua indipendenza fu piena di conflitti, con una lunga sequenza di uccisioni politiche e colpi di stato militari prima del 1991, quando fu creata la democrazia parlamentare. Da allora, la vita politica è stata relativamente stabile.
Nel Bengala Occidentale, Stato indiano, gli anni tra il 1960 e il 1970, carenti di un potere forte, videro il sorgere del movimento marxista-naxalita che portò il paese a un periodo di stasi economica. La guerra di liberazione del Bangladesh del 1971 causò un afflusso di milioni di rifugiati verso il Bengala Occidentale, mettendo a dura prova il paese.. La situazione politica del Bengala Occidentale ebbe un cambiamento improvviso quando il Left Front (un'alleanza di partiti di sinistra) vinse le elezioni del 1977, battendo il Congresso Nazionale Indiano, il più grande partito indiano, all'epoca in carica. Il Left Front, guidato dal CPI(M) - il partito comunista marxista indiano - ha governato negli ultimi tre decenni. Il governo centrale dalla metà degli anni novanta ha introdotto una serie di riforme economiche che hanno portato a una ripresa economica del paese, aiutata anche dall'elezione del nuovo Primo Ministro riformista nel 2000.

## Geografia

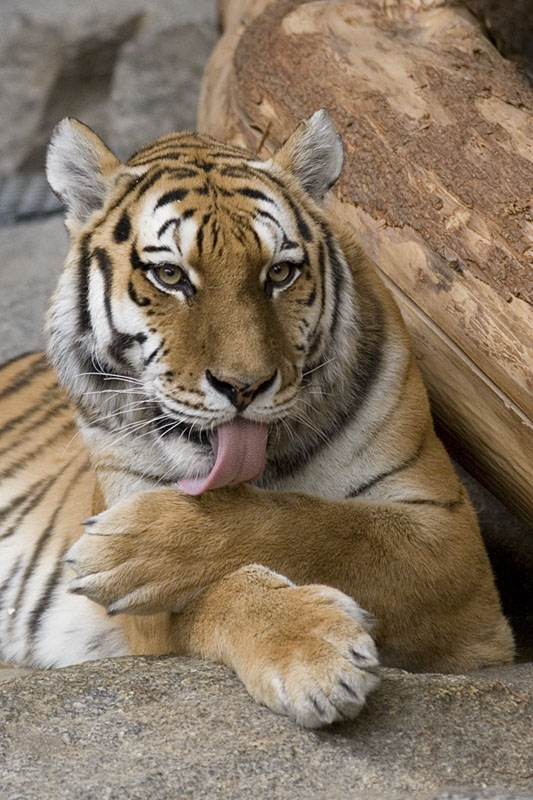
La tigre del Bengala.

La maggior parte della regione del Bengala soggiace nel delta del Gange-Brahmaputra o delta del Gange, che nasce dalla confluenza dei fiumi Gange, Brahmaputra, Meghna e dai loro rispettivi tributari. L'area totale del Bengala è di 232752 km²: l'area del Bengala Occidentale è di 88182 km², quella del Bangladesh 144570 km². Il territorio del Bangladesh è per la maggior parte sotto i 10 metri sul livello del mare e si ritiene che quasi il 10% della regione sarebbe inondata se il livello del mare crescesse di un metro. Il punto più alto del Bangladesh è la collina di Mowdok (1.053 metri), nel distretto Chittacong nel sud-est del paese. Una gran parte della linea costiera contiene una giungla paludosa, le Sundarbans, la foresta di mangrovie più grande al mondo e habitat naturale di diverse specie di flora e fauna, compresa la tigre del Bengala. Nel 1997 questa regione e le specie che la abitano sono state dichiarate in pericolo di estinzione.
Lo stato indiano del Bengala Occidentale è situato nell'estremità orientale dell'India, con un'estensione che va dalla catena montuosa dell'Himalaya a nord, alla Baia del Bengala a sud. La regione Darjeeling Himalayan nell'estremità nord-orientale dello stato fa parte dell'Himalaya orientale. Questa regione contiene Sandakfu, la cima più alta della regione che svetta a 3 636 metri. La stretta regione Terai separa la regione Darjeeling Himalayan dalle pianure, che si protendono a loro volta verso il delta del Gange a sud. La regione Rarh invece è situata tra il delta del Gange a est e l'altopiano occidentale. Una piccola regione costiera è invece all'estremo sud, mentre le Sundarbans occupano un'ampia zona nel delta del Gange.
La particolarità del villaggio Choto Pashla, nello stato indiano del Bengala Occidentale, è che per ogni due abitanti c'è un serpente, soprattutto della specie Naja kaouthia (detto cobra monocolo). Questi animali si trovano ovunque - nei campi di riso, nei fossati, nei bacini fangosi e anche nelle case. I primi rettili arrivarono in massa nel villaggio (a 130 chilometri a nord-est della capitale Kolkata) sei secoli fa durante un'inondazione. Sembra che la cosa non impensierisca gli abitanti, in questo villaggio hindu infatti i serpenti sono adorati come delle divinità.

## Demografia
Circa 210 milioni di persone vivono nel Bengala, il 60% di loro in Bangladesh e i rimanenti nel Bengala Occidentale. La densità di popolazione nell'area è più di 900/km² e questo rende la regione una delle aree più densamente popolate al mondo. 

### Lingue
La lingua bengalese è quella più parlata nel Bengala. L'inglese è spesso usato per lavoro. Ci sono piccole minoranze che parlano urdu, hindi, chakma e altre lingue tribali. La lingua nepali è parlata soprattutto dalla popolazione gurkha del distretto di Darjeeling del Bengala Occidentale.

### Religione
Le due religioni più praticate nel Bengala sono l'islam e l'induismo. Nel Bangladesh l'88% della popolazione è musulmana e l'11% è induista. Nel Bengala Occidentale gli induisti sono la maggioranza con il 72,5% della popolazione mentre i musulmani sono il 25% e altre religioni (buddismo, cristianesimo e animismo) completano il 2,5% rimanente. 

### Livello di vita
La speranza di vita è circa di 63 anni ed è quasi la stessa per uomini e donne. In termini di alfabetizzazione, nel Bengala Occidentale la percentuale è di 69,22% mentre in Bangladesh è di circa 41%. Il livello di povertà è alto, oltre il 30% di persone vive sotto la soglia di povertà.

## Economia

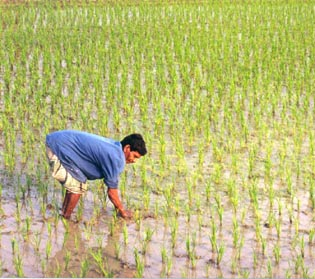
Lavoratore in una risaia, una scena comune in tutto il Bengala.

L'agricoltura è l'occupazione maggiore in tutta la regione, la coltivazione principale è quella del riso, seguita da quella di ortaggi, patate, mais e altro. La juta è la principale coltivazione tra quelle destinate al commercio (colture da reddito); anche il tè è prodotto in grandi quantità per la vendita, la regione è infatti famosa per il Darjeeling tea e altri tè di alta qualità. Il terziario è il campo che maggiormente contribuisce al prodotto interno lordo del Bengala Occidentale, creando il 51% del prodotto interno statale mentre i l 27% è frutto dell'agricoltura e il 22% dell'industria. Le industrie statali sono situate nella regione di Kolkata e nei territori montuosi ricchi di minerali dell'ovest. Le città di Durgapur e Asansol sono la sede di alcuni tra i più grandi stabilimenti metallurgici della regione. Il Bengala Occidentale ha la terza maggiore economia (2003–2004) tra gli stati indiani, con un prodotto interno netto di 21,5 miliardi di dollari. Durante il periodo 2001–2002, la crescita media del prodotto interno statale è stata del 7,8% superando la crescita del prodotto interno lordo nazionale indiano. Lo stato ha promosso l'investimento diretto estero, soprattutto nei campi del software e dell'elettronica. Kolkata sta diventando un centro di grande importanza per l'industria dell'Information technology. Grazie a questo e alla complessiva economia dello stato, il Bengala Occidentale è adesso la terza più veloce economia in crescita nel paese.
Dal 1990, secondo la Banca Mondiale, il Bangladesh ha raggiunto nonostante vari ostacoli un tasso di crescita annuale del 5%. La classe media e l'industria di consumo hanno avuto qualche miglioramento; il Bangladesh stesso ha avuto un netto incremento dell'investimento diretto estero. Un gran numero di aziende multinazionali, come la Unocal e la Tata, hanno fatto grossi investimenti qui, nel settore del gas naturale. Nel dicembre 2005, la Banca Centrale del Bangladesh ha previsto la crescita futura del nuovo prodotto interno lordo intorno al 6,5%. Sebbene due terzi della popolazione del Bangladesh siano agricoltori, più di tre quarti dei guadagni dell'export del paese proviene dall'industria tessile che cominciò ad attrarre investimenti esteri dagli anni ottanta, soprattutto per il basso costo del lavoro e del tasso di conversione della valuta. Nel 2002, tale industria ha esportato prodotti per un valore di 5 miliardi di dollari USA e al momento impiega più di 3 milioni di lavoratori, il 90% dei quali sono donne. Una buona parte della valuta straniera che entra nel paese proviene dai soldi mandati dagli espatriati che vivono in altre nazioni. Un contributo significante allo sviluppo dell'economia del Bangladesh è stato dato dall'ampia diffusione del microcredito della Grameen Bank e di altre organizzazioni simili. Insieme, queste organizzazioni avevano circa 5 milioni di membri verso la fine degli anni novanta.

## Cultura

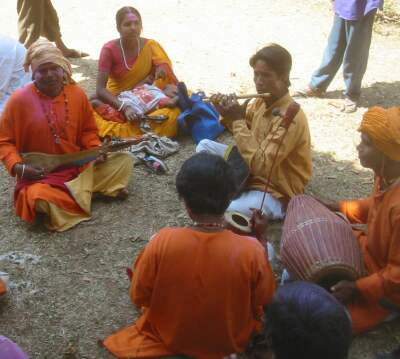
Cantanti Baul durante una festività.

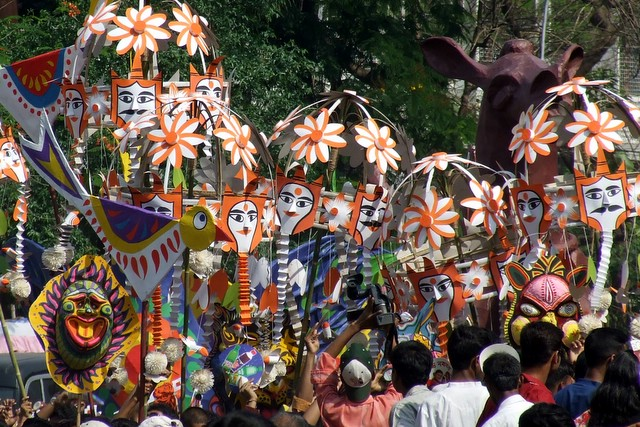
La celebrazione Pohela Baishakh a Dacca.

La lingua e la cultura comune bengalese è basata sulla tradizione condivisa delle due parti politicamente divise della regione. Il Bengala ha una lunga tradizione di letteratura popolare, testimoniata dai vari libri Charyapada, Mangalkavya, Shreekrishna Kirtana, Maimansingha Gitika o Thakurmar Jhuli. La letteratura bengalese nel medioevo fu basata sia su temi di argomento religioso (si vedano i poeti Chandida), sia su adattamenti di opere di altre lingue (come quelli del poeta Alaol). Durante il Rinascimento Bengalese del IX e XX secolo, la letteratura bengalese fu modernizzata attraverso lavori di autori come Bankim Chandra Chattopadhyay, Rabindranath Tagore e Kazi Nazrul Islam.
La tradizione Baul è un retaggio unico della musica popolare bengalese; altre forme di musica popolare includono la Gombhira, la Bhatiali e la Bhawaiya. Questo tipo di musica è spesso accompagnata dall'ektara, uno strumento con una sola corda. Altri strumenti sono il dotara, il dhol, il flauto, e il tabla. La regione ha anche un retaggio attivo nella musica classica nord-indiana (o hindustana).
Il bengala è anche stato portatore del modernismo nelle belle arti indiane. Abanindranath Tagore, uno dei più importanti artisti bengalesi del XX secolo, è spesso nominato come il padre dell'arte moderna indiana. Egli creò la prima accademia di arte non britannica indiana, conosciuta anche come Kalabhavan, situata nella cittadina di Santiniketan. Da qui nel corso del tempo sono usciti molti importanti artisti indiani come Nandalal Bose, Benode Bihari Mukherjee e Ramkinkar Baij. Nell'era post-indipendenza, il Bengala ha prodotto importanti artisti come Bikash Bhattacharya, Ganesh Paine. Nel recente passato, artisti come Samir Aich e Chittrobhanu Majumdar hanno raggiunto fama internazionale: i loro lavori sono esposti sia dentro che fuori dai confini nazionali indiani.
Riso e pesce sono i cibi tradizionali preferiti e la loro importanza è sottolineata dal detto bengalese machhe bhate bangali, che si traduce come "pesce e riso fanno un Bengalese". Nel vasto repertorio bengalese di piatti a base di pesce ci sono alcuni preparati con la specie Hilsa, uno tra i preferiti dalla popolazione. I bengalesi preparano inoltre caratteristiche confetture a base di latte, come il Rôshogolla, il Chômchôm, e diversi tipi di Pithe.
Le donne bengalesi indossano generalmente il shaŗi e il salwar kamiz, spesso esplicitamente creato secondo i costumi delle culture locali. Nelle aree urbane, molte persone, sia donne che uomini, indossano vestiti in stile occidentale. Tra gli uomini la moda europea è quella più diffusa anche se spesso in occasioni religiose vengono indossati i costumi tradizionali, come il panjabi con dhuti o pyjama. Invece il lungi, un tipo di gonna lunga, è molto indossato dagli uomini del Bangladesh.
Le due più grandi festività religiose sono i due ʿĪd ʿĪd ul-Fitr e ʿĪd ul-Aḍḥā) per i musulmani e il Durga Puja autunnale per gli indù. Il Natale, chiamato Bôŗodin (Grande giorno) in bengalese, e il Buddha Purnima sono altre due importanti festività religiose. Altre ancora sono le Pohela Baishakh (il nuovo anno bengalese), Basanta-Utsab, Nobanno, e Poush parbon (festività di Poush).
Il cinema bengalese ha centri importanti in Kolkata e Dacca. L'industria cinematografica di Kolkata è la più antica e conosciuta in modo particolare per i suoi film d'arte (o film indipendenti). La sua lunga tradizione in questo campo ha prodotto acclamati registi, come Satyajit Ray, mentre alcuni esempi di registi contemporanei sono Buddhadev Dasgupta e Aparna Sen. Dacca inoltre ha un'intensa industria commerciale e più recentemente è stata casa per molti registi acclamati dalle critiche come Tareque Masud. Anche i famosi film indù di Bollywood sono popolari nel Bengala Occidentale e nel Bangladesh.
Circa 200 quotidiani sono pubblicati in Bangladesh, insieme a più di 1800 periodici. Nel 2005 si sono contate 558 riviste pubblicate nel Bengala Occidentale, delle quali 430 sono in lingua bengalese.
Come sport, il cricket e il calcio sono molto popolari nella regione bengalese. I giochi locali invece sono il Kho Kho e il Kabaddi; quest'ultimo è lo sport nazionale del Bangladesh. Recentemente sono stati organizzati i Giochi Bengalesi, con atleti delle aree di lingua bengalese dell'India e del Bangladesh.

## Rapporti odierni tra i paesi formanti il Bengala
Nonostante i significativi scambi commerciali e i collegamenti culturali tra lo stato indiano del Bengala Occidentale e il Bangladesh, gli stati che formano la regione chiamata Bengala, ancora si è ben al di sotto del potenziale.
Frequenti collegamenti aerei collegano Kolkata con Dacca e Chittagong; è inoltre attivo un servizio di autobus tra Kolkata e Dacca, mentre il servizio ferroviario tra le stazioni Sealdah di Kolkata e Joydevpur di Dacca è iniziato nel luglio 2007. Il principale collegamento stradale è la strada precedentemente chiamata Jessore, che attraversa il confine a Petrapole-Benapole, circa 175 km a nord-ovest di Kolkata.
I servizi per i visti sono messi a disposizione dal consolato del Bangladesh (situato nella strada Bangabandhu Mujibur Rehman di Kolkata) e dagli alti commissariati dell'India a Dacca, Chittagong e Rajshahi. L'India ha una politica liberale per quanto riguarda i visti e circa 100.000 tra studenti, turisti e lavoratori immigrati senza documenti del Bangladesh arrivano nel Bengala Occidentale ogni anno, spesso di passaggio verso altre parti dell'India. Viceversa, poche persone provenienti dal Bengala Occidentale visitano il Bangladesh per turismo, pellegrinaggio, viaggi, obblighi d'espatrio; c'è un significativo potenziale di crescita di queste ultime stime a seconda del miglioramento in Bangladesh di stabilità, economia, moderazione religiosa e infrastrutture per accogliere turisti. Inoltre il Bengala Occidentale ospita la famosa e discussa autrice Taslima Nasreen.
L'immigrazione clandestina di lavoratori provenienti dal Bangladesh è un argomento controverso esposto dai partiti di destra nazionalisti in India ma trova poca considerazione nel Bengala Occidentale. L'India ha preso provvedimenti presso il confine per controllare questo flusso ma l'immigrazione continua ancora. Il confine ufficiale, Petrapole-Benapole, è il condotto principale per il commercio tra le due metà del Bengala, che frutta oltre un miliardo di dollari. Il commercio clandestino produce oltre 2 miliardi di dollari ed avviene attraverso tutto il confine.
Gli scambi culturali tra le due parti del Bengala hanno in parte inciso nelle relazioni tra l'India e il Bangladesh e nell'influenza dei gruppi estremisti islamici nel Bangladesh. Alcuni cantanti e attori del Bengala Occidentale hanno protestato per il rifiuto dei loro visti negli anni passati. I programmi dei canali televisivi del Bangladesh sono molto seguiti nel Bengala Occidentale e anche i media di quest'ultimo hanno audience in Bangladesh.
C'è un certo sentimento nazionalistico nelle popolazioni di entrambe le regioni e un desiderio di vedere i due Bengala ancora una volta uniti, soprattutto in Bangladesh, mentre quest'idea non ha mai ottenuto grande popolarità nel Bengala Occidentale, dove il ricordo di conflitti religiosi è ancora vivo, in particolare nella memoria degli indù per gli episodi terribili delle rivolte di Calcutta nel 1946 e per la persecuzione subita a causa dell'esercito pakistano dal 1947 al 1971, che provocò la morte di più di 3 milioni di indù. D'altra parte la popolazione del Bengala Occidentale è molto orgogliosa del Bangladesh per aver portato all'attenzione internazionale la lingua e la cultura bengalese. Mentre entrambe le parti combattono contro la povertà e sviluppano la propria economia, i giovani hanno l'opportunità di crearsi nuovi appoggi, in quest'era di globalizzazione, oltre i confini nazionali basandosi sulla loro comune identità bengalese.